# PlayStation 2
Die PlayStation 2 (kurz PS2) ist eine stationäre Spielkonsole, die von Sony Computer Entertainment am 4. März 2000 in Japan veröffentlicht wurde. Die PlayStation 2 ist die zweite Spielkonsole der PlayStation-Marke. Die Produktion wurde nach über 12 Jahren am 29. Dezember 2012 in Japan eingestellt. Die PlayStation 2 stand in direkter Konkurrenz zum Nintendo GameCube, der Sega Dreamcast und Microsofts Xbox.
Die PlayStation 2 belegt laut den Angaben von Sony mit über 160 Millionen verkauften Einheiten Platz 1 der meistverkauften Spielkonsolen.
Ihre Nachfolgerkonsole, die PlayStation 3, kam im Jahr 2006 in Japan und den USA und 2007 in Europa auf den Markt.

## Technik
Der Prozessor (CPU) der PS2, die Emotion Engine (EE), ist ein auf 294,912 MHz getakteter Prozessor (spätere Versionen 299 MHz), der auf einer erweiterten MIPS-Architektur basiert. Die größte Besonderheit dieser CPU sind die beiden völlig frei programmierbaren integrierten Vektorprozessoren. Sie sind zum Beispiel dazu gedacht, solche Berechnungen durchzuführen, die in aktuellen Grafikchips die Vertex-Shader übernehmen. Die entsprechende Funktionalität fehlt dem Grafikprozessor, Graphics Synthesizer (GS) genannt, er ist ein reiner Rasterizer. Unter anderem durch den Einsatz eines 4 MByte großen integrierten Speichers bringt der Graphics Synthesizer eine hohe Rohleistung auf. Dieser Speicher ist direkt auf dem Die des GS untergebracht und mit einem 2048 Bit breiten Bus an diesen angebunden. Die fehlende Unterstützung von Multi-Texturing verwehrt der PlayStation 2 die Möglichkeit, komplexere Textureffekte darzustellen, bzw. senkt die Leistung, falls Spielszenen mehrmals gezeichnet werden müssen, um mehrere Texturen übereinanderzulegen. Daraus resultiert, dass nur sehr wenige Spiele trilineares Filtering einsetzen und viele, besonders frühe Titel, sogar in einer niedrigeren Auflösung laufen.
Zusätzlich zum integrierten Videospeicher dienen der PS2 32 MByte RAM (Direct Rambus) als Arbeitsspeicher. Zum Lesen der PS2-Spiele ist ein CD/DVD-Kombilaufwerk mit 24×/4×-Geschwindigkeit eingebaut, mit dem man auch DVD-Videos und Audio-CDs abspielen kann. Außerdem unterstützt die Konsole Dolby Digital und DTS-Soundkodierung (5.1).

## Vermarktung
Die PS2 erschien am 24. November 2000 in Europa – in Deutschland zu einem Einführungspreis von 869 DM. Im Laufe  des Produktlebenszyklus der Konsole wurde ihr Preis allerdings über die Jahre hinweg immer weiter gesenkt: zunächst auf 599 DM am 28. September 2001, 249 € am 28. August 2002, 199,95 € am 21. Mai 2003, 149,95 € am 18. August 2004, 129 € am 21. August 2006 und schließlich 99,99 € am 1. April 2009. Darüber hinaus wurde am 21. September 2004 von Sony eine erheblich verkleinerte und leichtere Version der Konsole (PS2 Slim) mit Top- statt Frontlader-DVD-Laufwerk vorgestellt, welche in Nordamerika und Europa ab dem 1. November und in Japan ab dem 3. November 2004 bei gleichbleibendem Verkaufspreis die PS2 im alten Design ersetzte.
Bis Ende 2006 wurden laut Sony 117,89 Millionen Exemplare produziert, davon 47,68 Millionen für Nordamerika, 44,79 Millionen für Europa und 25,42 Millionen für Asien. Anfang 2011 lagen die Verkaufszahlen weltweit bereits bei über 150 Millionen Konsolen.
Spiele, von denen über 400.000 Exemplare verkauft worden waren, wurden als Neuauflage in gesondert markierten Verpackungen unter dem Slogan „Platinum: The Best of PlayStation 2“ vertrieben. Das erfolgreichste PS2-Spiel ist mit 18,14 Millionen verkauften Einheiten Grand Theft Auto: San Andreas, gefolgt von Gran Turismo 3: A-Spec und Gran Turismo 4.

## Versionen

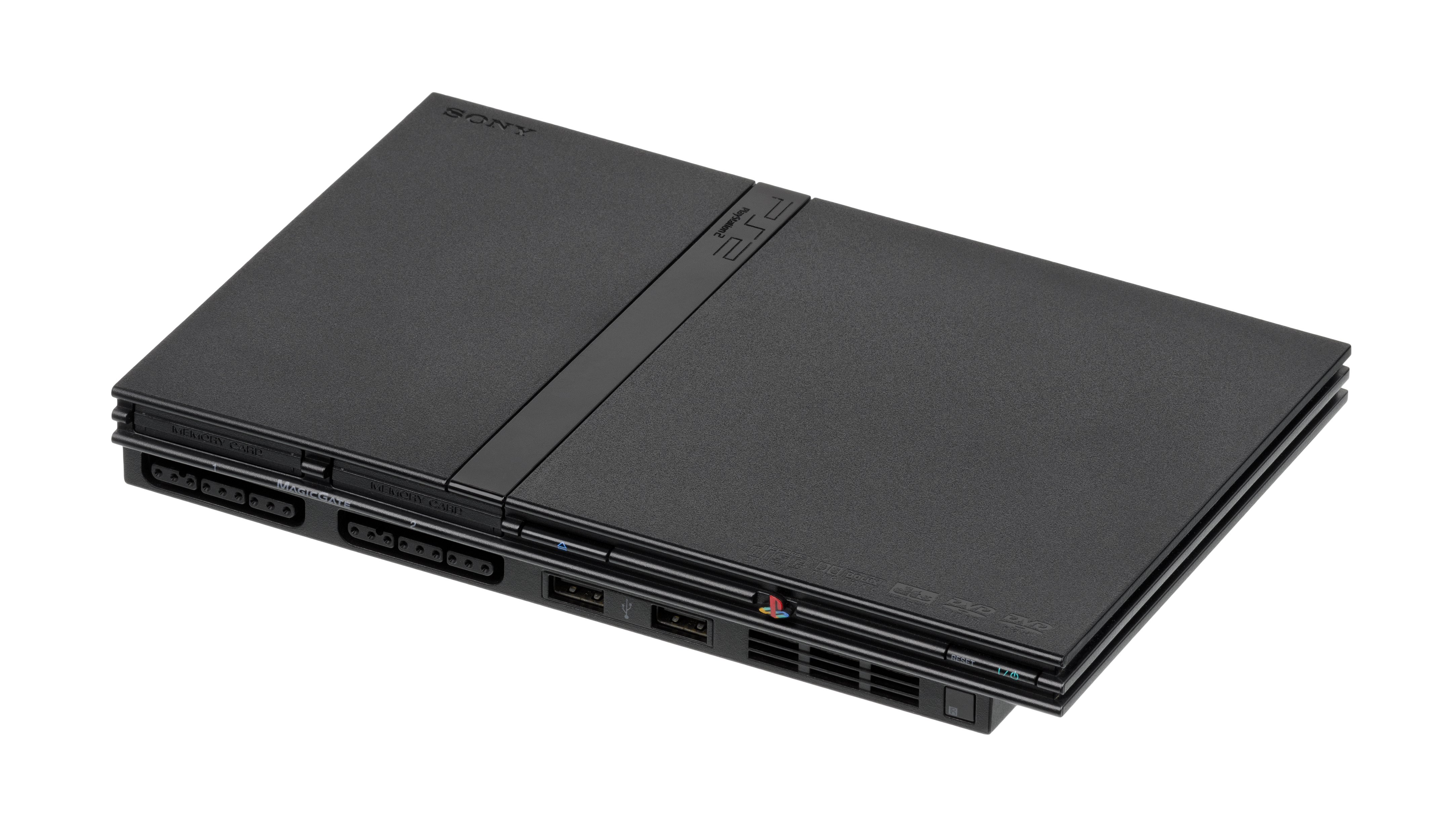
„Slim“-Version der PlayStation 2

Die PlayStation 2 ist weitestgehend abwärtskompatibel zur PlayStation, Spiele der ersten PlayStation laufen bis auf wenige Ausnahmen auch auf der PlayStation 2. Zwei Optionen stehen zur Verfügung, um das Spielerlebnis mit den PS1-Spielen auf der PlayStation 2 zu verbessern: Die Ladezeiten können verkürzt und die bilineare Filterung der Texturen kann aktiviert werden. Beide Optionen sind nur optional implementiert, da es bei einigen Spielen zu Fehlern führen kann. Ebenfalls kompatibel sind die Steuergeräte, wohingegen die PS1-Speicherkarten zwar grundsätzlich kompatibel sind, jedoch nur für die Spielstandspeicherung von PS1-Spielen verwendet werden können und müssen.
Im Oktober 2001 kündigte Sony die European Automobile Color Collection an. Dabei handelte es sich um eine PlayStation 2 in fünf verschiedenen Farben (rot, gelb, blau, weiß und silber), die in einer Gesamtstückzahl von nur 2000 Stück pro Farbe produziert wurden. Von diesen 2000 Stück waren jeweils nur 666 Stück für den europäischen Handel bestimmt. 600 Modelle dieser Color Collection wurden für 50.000 Yen (453 Euro) verkauft, also 20.200 Yen (183 Euro) teurer als die herkömmliche PlayStation 2. Zusätzlich konnte man eines von 66 Sets erwerben, welches alle fünf Farbvarianten enthielt und für jeweils 250.000 Yen (2.267 Euro) verkauft wurde.
Als Erweiterungen sind ein Netzwerkadapter und eine DVD-Fernbedienung mit Infrarot-Empfänger, der einen Controllerstecker belegt, erhältlich.
2003 erschien EyeToy, eine USB-Kamera. Mit entsprechend modifizierten Treibern lässt sie sich auch an einen PC anschließen.
Mitte 2003 erschien die neue SCPH-500xx-Baureihe. Dieses Modell besitzt einen eingebauten Infrarotempfänger für die optional erhältliche Fernbedienung und einen neuen leiseren Lüfter, jedoch ist der FireWire-Anschluss weggefallen. Ab dieser Baureihe ist die PlayStation 2 auch in der Gehäusefarbe Satin Silver erhältlich.
Die PlayStation 2 verfügt auf der Rückseite über einen Schacht für eine Festplatte, die über den separat erhältlichen Netzwerkadapter verbunden wird. Das offizielle Festplatten-Kit von Sony wurde nur von wenigen Spielen unterstützt, jedoch wurde es mit Erscheinen der inoffiziell hergestellten Software „HDLoader / HDadvance“ möglich, seine PS2-Spiele auf eine normale PC-IDE-Festplatte zu sichern, die man in die Konsole einbauen muss, und so Spiele auch direkt ohne die DVD/CD abzuspielen. Allerdings sind aufgrund der Bauformen mancher Hersteller nicht alle Festplatten dafür geeignet. Inzwischen kann man Festplatten bis 2-TB intern nutzen. Die offizielle PS2-Festplatte ist in Europa nie erschienen und war nur in Japan und USA erhältlich. Sie bringt einen ähnlichen Nutzen wie eine Memory Card.
Am 21. September 2004 wurde eine neue PlayStation 2 mit der Modellbezeichnung SCPH-700xx vorgestellt (als Slim-Version bezeichnet). Sie ist über 70 % kleiner als die alte PlayStation 2, hat einen Toplader anstelle eines Frontladers und zudem den für die älteren PlayStation-2-Modelle separat erhältlichen Netzwerkadapter fest eingebaut. Mit dem serienmäßigen Netzwerkadapter sind jedoch die Unterstützung für IDE-Festplatten und der Festplattenschacht weggefallen, daher haben die Entwickler von „HDLoader“ bzw. „HDAdvance“ das Programm „USBeXtreme“ herausgebracht. Damit wird das Sichern und Laden von Spielen auf externe Festplatten über den USB-Port möglich. Aufgrund des alten USB 1.1-Standards gibt es keinen Geschwindigkeitsvorteil gegenüber einer originalen CD/DVD mehr wie noch beim Laden von Spielen von einer eingebauten Festplatte. Zur Reduzierung der Wärmeentwicklung trägt das neue externe Netzteil bei. Dies verursachte jedoch bei bestimmten, zwischen August und Dezember 2004 hergestellten Modellen, Probleme und wurde in einer weltweiten Rückrufaktion ausgetauscht. Ein weiteres Problem ist, das ab dem Modell einige PS1 Thirdparty Memory Cards nicht mehr erkannt werden, da Sony den ~7,8V Pin deaktiviert hat und die Karten nicht mehr mit Strom versorgt werden. Memory Cards von Sony und qualitativ hochwertigere Thirdparty Memory Cards nutzen den ~3V Pin zur Stromversorgung.
Ab der SCPH-750xx Serie wurde der PS1 Prozessor MIPS R3000A Custom durch einen PowerPC 405 Prozessor mit einem IOP Emulator „DECKARD“ ersetzt, um Produktionskosten einzusparen. Dadurch entstanden Kompatibilitätsprobleme mit PS1 und PS2 Spielen. Dass der EE und GS in einem einzelnen Chip zusammengefasst wurde, hatte nichts mit den Problemen zu tun. Es gab schon einige Boards in der SCPH-700xx Serie, bei dem diese auch zusammengefasst worden sind und die Kompatibilität nicht eingeschränkt war. Eine Liste der betroffenen Spiele findet man auf der japanischen PlayStation-Website. Diese listet allerdings nur die offiziell bestätigten Titel auf, es gibt auch noch andere Titel, die Probleme machen.
Eine weitere Version der PlayStation 2 trägt die Bezeichnung SCPH-770xx (V15 mit den Modellnummern SCPH-770xx a und SCPH-770xx b). Bei dieser Baureihe wurden der EE und GS ebenfalls zusammengefasst und ab 2006 mit einem überarbeiteten ASIC ausgeliefert, wodurch das Kompatibilitätsproblem des Vorgängers SCPH-750xx teilweise beseitigt wurde. Einige PS2-Spiele funktionieren immer noch nicht richtig, und die PS1-Kompatibilität ist genauso eingeschränkt wie auf dem SCPH-750xx-Modell, da die PS1-CPU weiterhin emuliert wird. Auch in späteren Modellen wie SCPH-790xx und SCPH-900xx sind die Probleme immer noch vorhanden.
Beim SCPH-790xx-Modell wurden äußerlich neben der Reduzierung des Gewichtes um 300 g keine weiteren Änderungen durchgeführt. Intern wurde das Gerät jedoch deutlich überarbeitet. So wurde zwar der GraphicsSynthesizer wieder als separater Chip realisiert, dafür jedoch zahlreiche andere Komponenten mit der EmotionEngine vereint: RDRAM, IOP, IOP-RAM, SPU2 und SPU2-RAM. Dies führte zu einer deutlich weniger komplexen Hauptplatine und entsprechend geringeren Herstellungskosten.

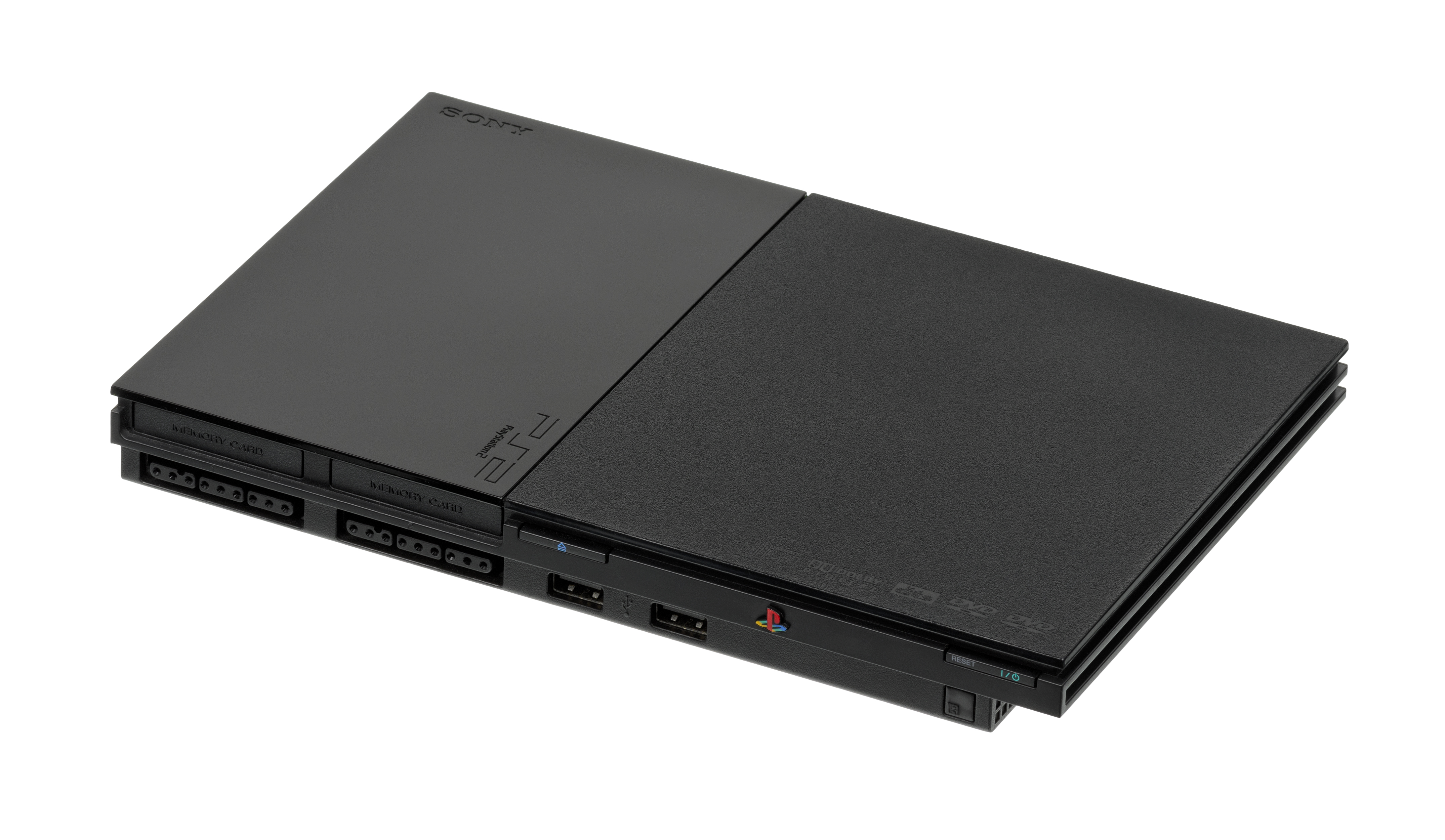
PlayStation 2 SCPH-90000

In Japan erschien am 22. November 2007 ein weiteres PS2-Modell (SCPH-900xx). Diese Version entspricht technisch weitgehend dem SCPH-790xx-Modell, jedoch ist das Netzteil im Gerät integriert. Außerdem wurde das Gehäusedesign überarbeitet. Das Gerät war in drei Farben (schwarz, weiß, silber) erhältlich.
Neben den normalen und der European Automobile Color Collection-Version erschienen noch weitere Sonderausgaben der Konsole.
Obwohl Sony sich auch die Rechte für die Bezeichnung PStwo sicherte, wurde dieser Name nie offiziell als Gerätebezeichnung verwendet. Dennoch wird das Gerät im Volksmund oft so genannt, aktuelle Verpackungen tragen außerdem in den Ecken ein Dreieck mit der Aufschrift „two“. Der Nachfolger, die PlayStation 3, erschien am 23. März 2007 in Europa. Sie galt neben der Microsoft Xbox 360 und der Nintendo Wii als eine der Next-Generation-Konsolen.

### Modellübersicht
Die Modellbezeichnung in der letzten Ziffer ist je nach Erscheinungsland abweichend. Dabei werden folgende Nummern verwendet:
| xx = Region | Japan | Nordamerika | Australien | Großbritannien | Europa/Naher Osten | Korea | Singapur | Taiwan | Russland | China | Mexiko |
| Nummer      | 00    | 01          | 02         | 03             | 04                 | 05    | 06       | 07     | 08       | 09    | 10     |

| Modell Nr.    | Erstveröffentlichung | Disc- Aufnahme | PCMCIA        | Festplatten- schacht | FireWire      | eingebauter Infrarot-Empfänger | Progressive Scan bei DVD-Video | DVD-RW, DVD+R und DVD+RW | PlayStation 1 Abwärtskompatibilität |
| Große Modelle | Große Modelle        | Große Modelle  | Große Modelle | Große Modelle        | Große Modelle | Große Modelle                  | Große Modelle                  | Große Modelle            | Große Modelle                       |
| ------------- | -------------------- | -------------- | ------------- | -------------------- | ------------- | ------------------------------ | ------------------------------ | ------------------------ | ----------------------------------- |
| SCPH-100xx    | 03. April 2000       | Schublade      | ja            | nein                 | ja            | nein                           | nein                           | nein                     | Hardware                            |
| SCPH-150xx    | 15. Juni 2000        | Schublade      | ja            | nein                 | ja            | nein                           | nein                           | nein                     | Hardware                            |
| SCPH-180xx    | 26. Oktober 2000     | Schublade      | ja            | nein                 | ja            | nein                           | nein                           | nein                     | Hardware                            |
| SCPH-300xx    | 08. Dezember 2000    | Schublade      | nein          | ja                   | ja            | nein                           | nein                           | nein                     | Hardware                            |
| SCPH-350xx    | 18. Juni 2001        | Schublade      | nein          | ja                   | ja            | nein                           | nein                           | nein                     | Hardware                            |
| SCPH-390xx    | 21. November 2002    | Schublade      | nein          | ja                   | ja            | nein                           | nein                           | nein                     | Hardware                            |
| SCPH-500xx    | 15. Mai 2003         | Schublade      | nein          | ja                   | nein          | ja                             | ja                             | ja                       | Hardware                            |
| Slim Modelle  |                      |                |               |                      |               |                                |                                |                          |                                     |
| SCPH-700xx    | 01. November 2004    | Top-Lader      | nein          | nein                 | nein          | ja                             | ja                             | ja                       | Hardware                            |
| SCPH-750xx    | 23. November 2005    | Top-Lader      | nein          | nein                 | nein          | ja                             | ja                             | ja                       | Software                            |
| SCPH-770xx    | 15. September 2006   | Top-Lader      | nein          | nein                 | nein          | ja                             | ja                             | ja                       | Software                            |
| SCPH-790xx    | 01. Juli 2007        | Top-Lader      | nein          | nein                 | nein          | ja                             | ja                             | ja                       | Software                            |
| SCPH-900xx    | 22. November 2007    | Top-Lader      | nein          | nein                 | nein          | ja                             | ja                             | ja                       | Software                            |

## Linux

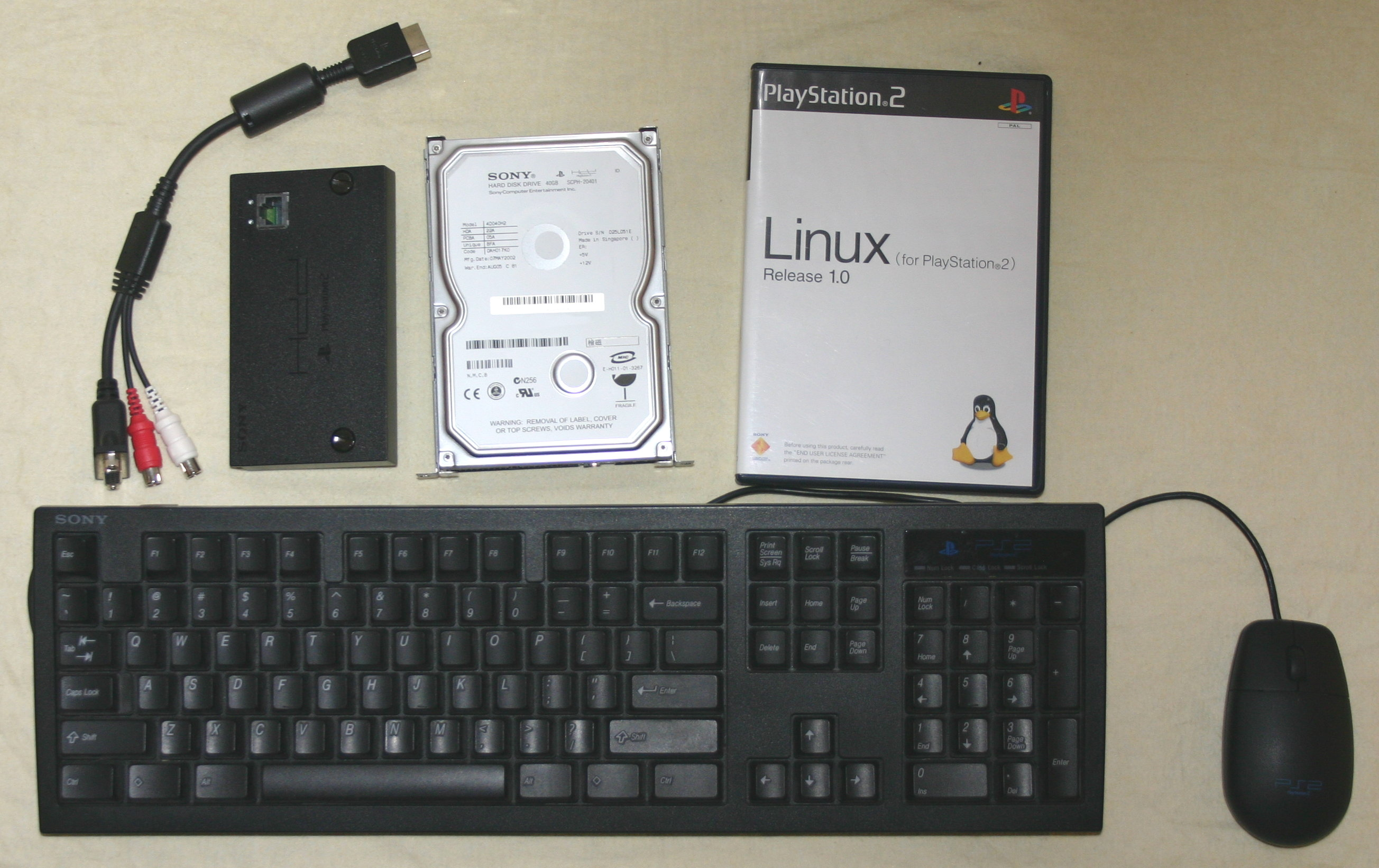
Linux-Kit

Sony veröffentlichte eine Version des Betriebssystems Linux für die PS2 bis Modell SCPH-500xx, im Set mit Tastatur, Maus, Netzwerk-Adapter, VGA-Kabel und Festplatte. Seit 2003 ist laut Aussage von Sonys Online-Shop das Linux-Kit in Nordamerika nicht mehr verkäuflich. Jedoch war die europäische Version noch mindestens bis Juni 2007 verfügbar. Allerdings beschränkte sich der Lieferumfang auf die zwei DVDs und das VGA-Kabel, während die Festplatte nach wie vor erforderlich war, was dieses Linux immer noch nur für die ältere, „dicke“ PS2 nutzbar machte. Da der proprietäre Bootloader sich jedoch auf einer region-kodierten DVD befindet, läuft die europäische Version nicht auf amerikanischen Geräten. Eine alternative Linux-Distribution ist das BlackRhino GNU/Linux, das zur Installation bisher das Sony-Linux erfordert hat. Mittlerweile gibt es freie Bootloader, die beispielsweise über einen Exploit gestartet werden können.
Als Alternative kann jedoch ein Modchip verwendet werden, um eine europäische Bootloader-DVD auf z. B. amerikanischen Geräten zu verwenden.

## Entwicklung
In Europa und Australien kommt die PlayStation 2 zusammen mit einem YaBasic-Interpreter auf der beigefügten Demo-CD. Das ermöglicht es dem Endanwender, einfache Programme für die PlayStation 2 zu schreiben. Es war Teil eines missglückten Versuches, im Vereinigten Königreich eine Steuer dadurch zu umgehen, dass das Gerät als „Computer“ deklariert wurde, weil es mit einer bestimmten Software ausgeliefert wurde.
Für Profientwickler wurde eine Reihe von optimierten Komponenten veröffentlicht, die es zurzeit offiziell nur in Japan zu kaufen gibt. Die DTL T10000, auch als PS2 TOOL bekannt, ist eine auf Linux basierende PlayStation 2 für Entwickler. Sie kann in drei verschiedenen Modi arbeiten und dient somit als reine Workstation, bietet einen Entwickler-Modus mit optionalem DVD-ROM-Emulator, wobei ein DVD-Image von einer Festplatte geladen wird und die Zugriffszeiten eines echten Laufwerks simuliert werden oder kann als reguläre PlayStation 2 verwendet werden.
Die DTL H-Reihe („Debugging Stations“) der PS2-Entwicklerkonsolen ist äußerlich einer normalen PS2 ähnlich, ist jedoch für das Debugging und das Testen von auf CD-R/DVD-R Medien gebrannten Beta-Test und Vorschauversionen optimiert. Im Gegensatz zu einer unmodifizierten handelsüblichen PS2-Konsole ermöglichen die Entwicklerversionen das Abspielen von PlayStation-(1)-Spielen auf CD-R-Medien und das Abspielen von PS2-Spielen auf CD-R/DVD-R-Medien mit gesetztem Master-Flag ohne Überprüfung der CD/DVD-Kopierschutzmarkierung, die sich normalerweise auf Originalpressungen befindet, aber von CD/DVD-Brennern nicht erzeugt werden kann. Aufgrund dieser Fähigkeit wurden solche Konsolen manchmal auch an Spieletester und die Presse verteilt, damit diese Bildschirmfotos und Testberichte von noch nicht veröffentlichten Spielen erstellen konnten.
Auf manchen dieser Geräte steht statt des PS2-Schriftzugs „TEST“ auf dem Gehäuse, während auf anderen auch eine Kombination von „PS2“ und „TEST“ zu finden ist. Die Versionen mit einem angehängten „S“ spielen, im Gegensatz zu denen ohne „S“, nur Spiele für die jeweilige Region (PAL, NTSC usw.) ab, außerdem fehlt hier der Schriftzug „TEST“.
Ein anhängtes „E“, „U“ oder „J“ weist auf eine Debugging Station aus einer anderen Region hin, die mit einem passenden Netzteil versehen wurde, wie beispielsweise die abgebildete DTL-H30001 E. Bei ihr handelt es sich um eine NTSC U/C (Nordamerika)-Debugging Station, die für den Einsatz im europäischen Raum mit einem Netzteil versehen wurde, das mit einer Wechselspannung von 230 V anstatt mit der in Nordamerika üblichen 110-V-Wechselspannung arbeitet.

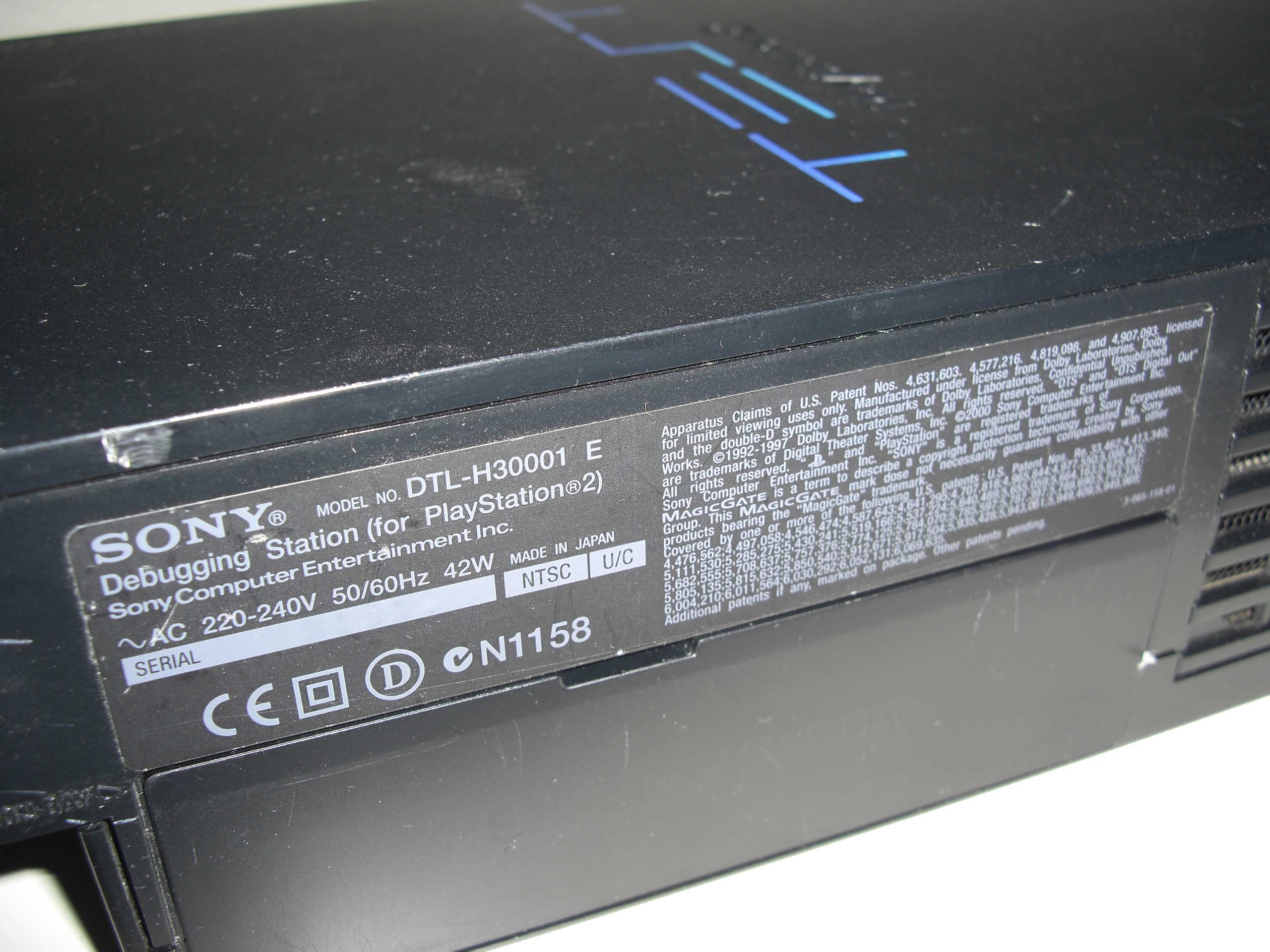
PS2 Debugging Station DTL-H30001 E

## Technische Daten

### Rechenleistung und Speicher
- CPU: 294,912 MHz erweiterter MIPS R5900 („EmotionEngine“) (erweitert durch 2 Vektoreinheiten)[67]
- Leistung: 6,2 GFlops[67]
- GPU: „GraphicsSynthesizer“ getaktet mit 147 MHz[67]
- Speicher: 32 MB RDRAM; 4 MB Embedded Video-RAM, 2 MB Sound-RAM[67]
- IOP (Bis SCPH-700XX): MIPS R3000A Custom (32 Bit) 37,5 MHz (die CPU der PlayStation, dient zur Emulation von PS1-Spielen und taktet auf 33,8 MHz herunter)
- IOP (Ab SCPH-750XX): DECKARD IOP[25] Emulator mit 2 MB via IBM PowerPC 405 (PS1-Spiele werden per Software emuliert, PlayStation-Treiber 2.00)
- Polygonleistung: 66 M/s (gouraud-schattierte Polygone)[67]
- Texturen pro Renderpass: 1
- Pixelfüllrate ohne Texturen: 2,4 G/s[67]
- Pixelfüllrate bei 1 Textur: 1,2 G/s
- Pixelfüllrate bei 2 Texturen: 0,6 G/s

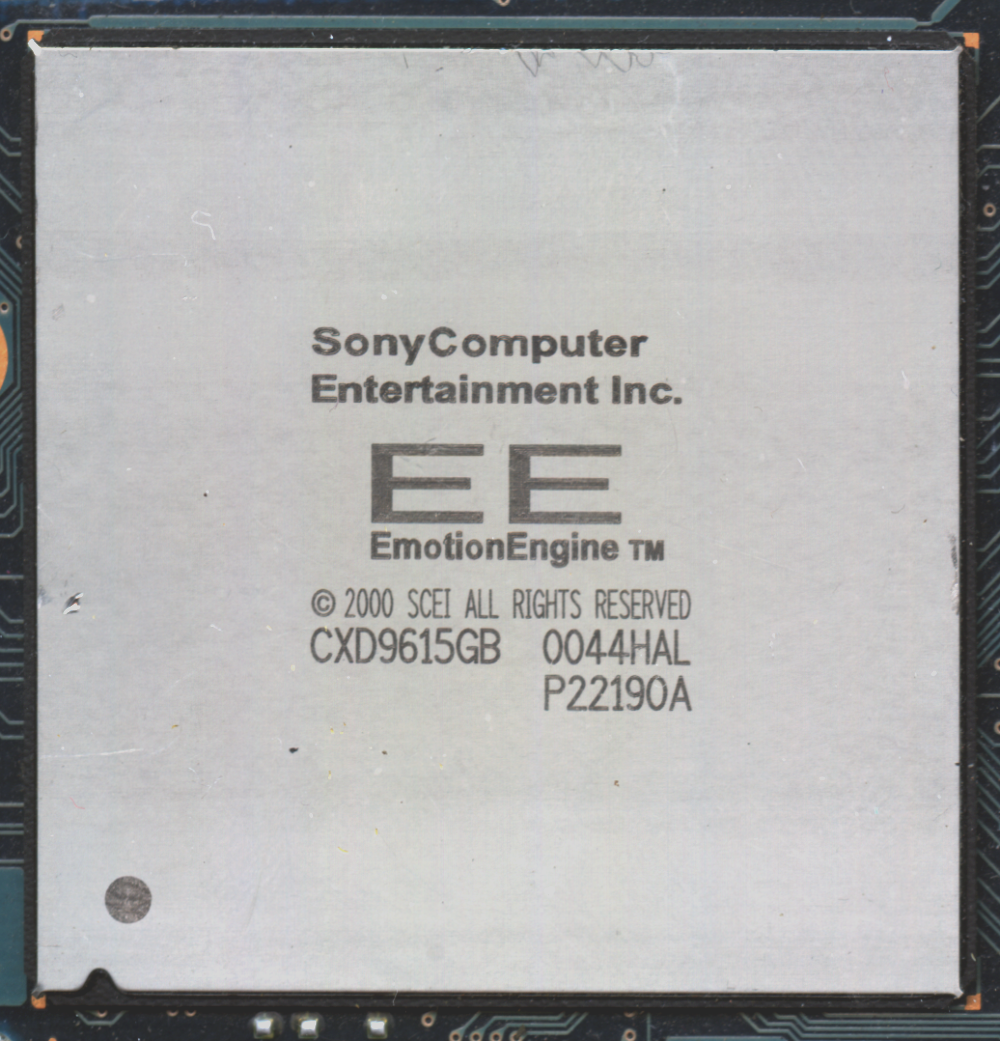
CPU der PS2 („EmotionEngine“)

### Audio
- 48 Audiokanäle mit 3D-Surround-Sound[67]
- Ausgabefrequenz: Bis zu 48 kHz (DAT-Qualität)[67]
- Dolby-Digital-5.1-Sound-Unterstützung
- DTS-Unterstützung

### Speichermedien
- ca. 4×DVD-ROM / ca. 24×CD-ROM
- Memory Card[67] (8 MB von Sony, bis zu 256 MB von Fremdherstellern)
- Festplatte (40 GB von Sony, bis zu 2 TB von Fremdherstellern)

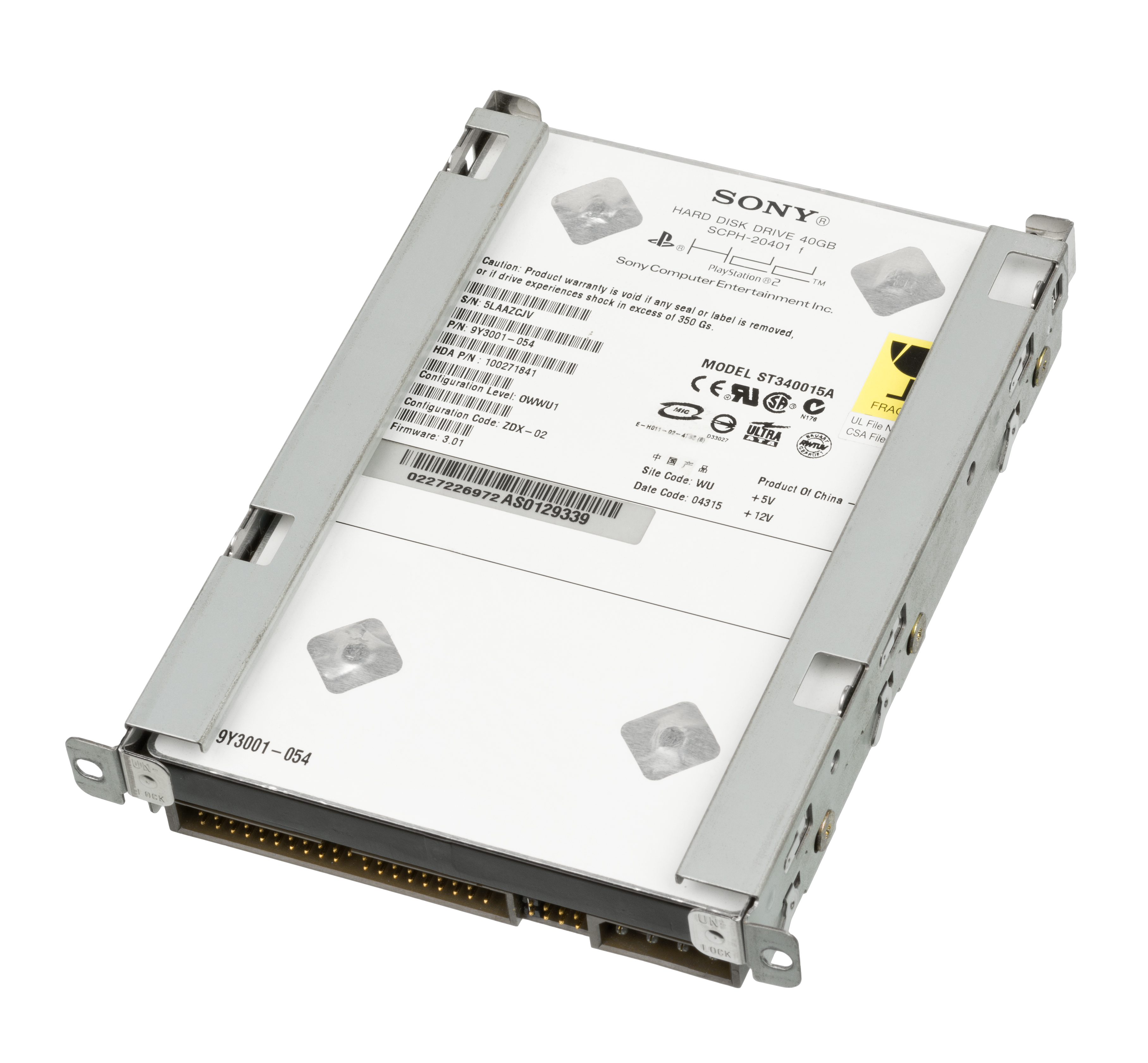
PS2-Festplatte mit einer Speicherkapazität von 40 GB
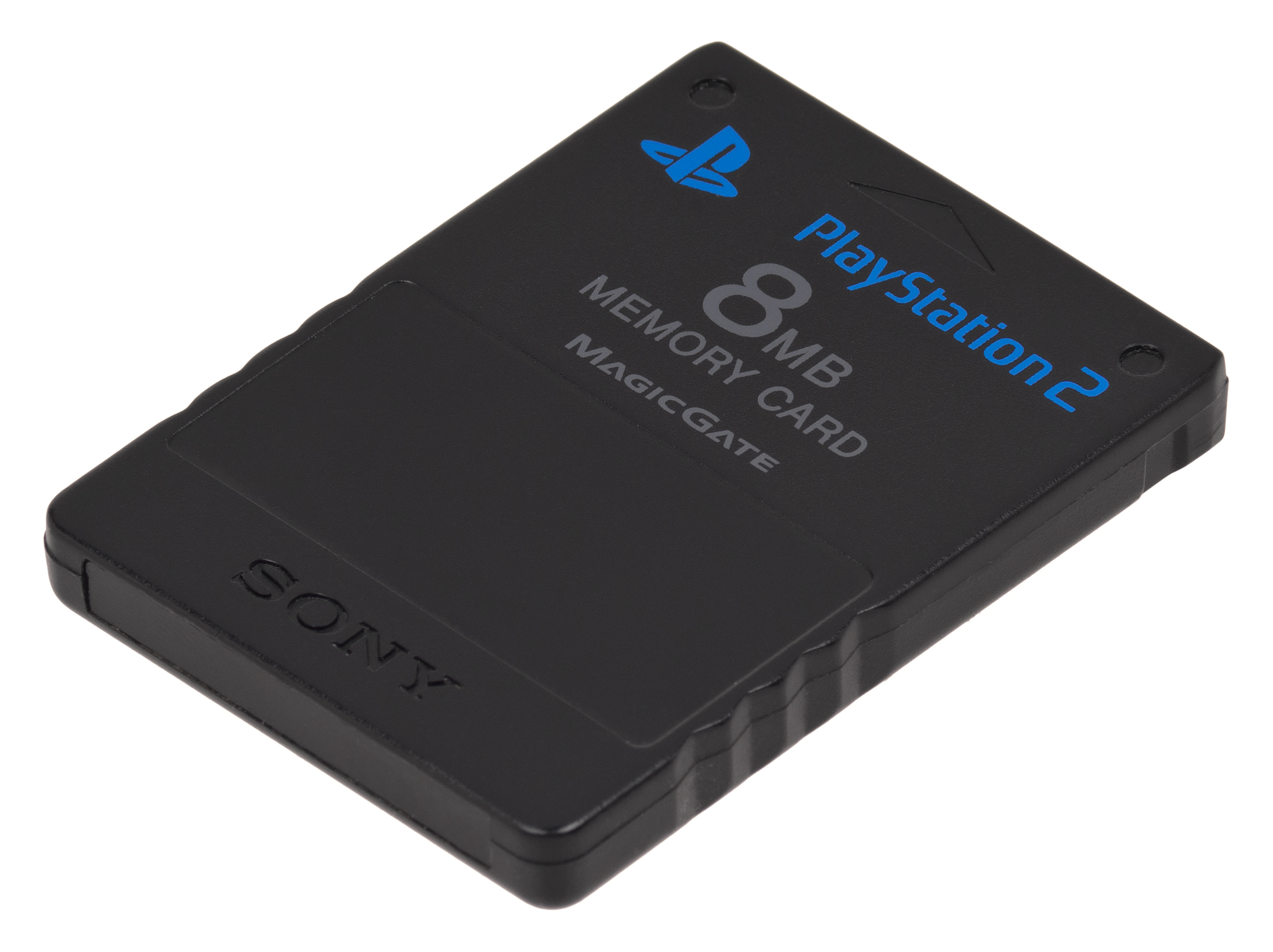
Memory Card der PS2 mit einer Speicherkapazität von 8 MB

### Schnittstellen
- 2 Controllerports (für DualShock 2 und DualShock 1)[67]
- Digitaler optischer Ausgang S/PDIF
- 2 USB-1.1-Ports[67]
- AV-Multiout Anschluss (YUV/Komponenten, RGB/SCART, Composite Video)
- Infrarotempfänger (erst ab SCPH-500xx integriert, davor gesondert erhältlich und über Controllerport anschließbar)
- PCMCIA (nur erstes japanisches Modell, für externe Festplatte)
- FireWire (fehlt ab SCPH-500xx)
- Schacht für 3,5″-Festplatte (fehlt ab SCPH-700xx)
- Schacht für Netzwerkadapter (fehlt ab SCPH-700xx, da integriert)

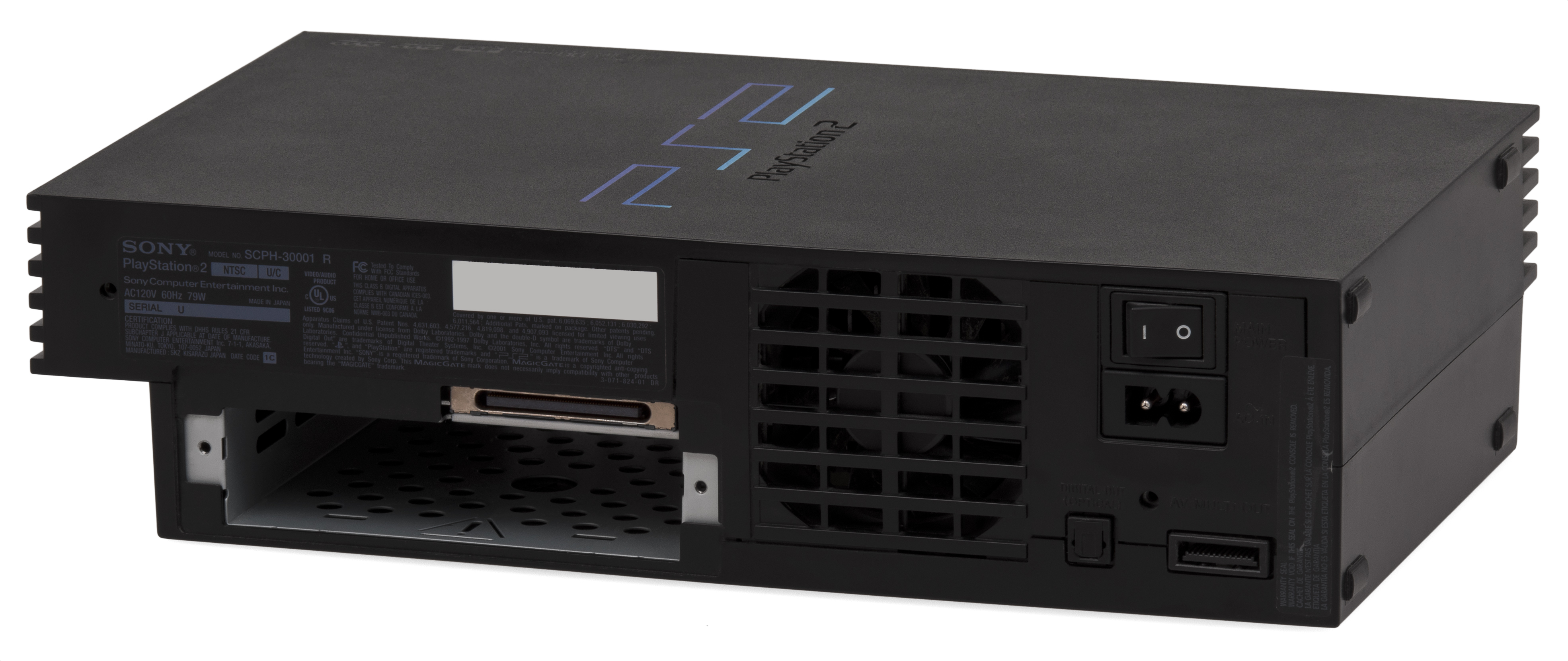
PS2-Erweiterungsanschluss und HDD Fach

### Abmessungen
Höhe × Breite × Tiefe:
- 79 mm × 303 mm × 183 mm (erste Baureihen)
- 28 mm × 230 mm × 152 mm (Slim-Version, weniger als 23 % des Volumens der ersten Baureihen)

### Leistungsaufnahme
Die Leistungsaufnahme liegt je nach Modell zwischen ungefähr 50 (SCPH-100xx) und 35 (SCPH-900xx) Watt.

## Zubehör
Als optionales Zubehör (häufig in Verbindung mit einem Spiel, das man nur damit spielen kann) gibt es unter anderem:
- EyeToy-USB-Kamera
- PUD-J5A, Virtual-Reality-Headset von Sony
- DVD-Fernbedienung (mit und ohne IR-Empfänger)
- Memory Card
- HDTV-Player
- Netzwerkadapter
- Gamepad-4-fach-Adapter (Multitap)
- Vertikal-Ständer
- Horizontal-Ständer

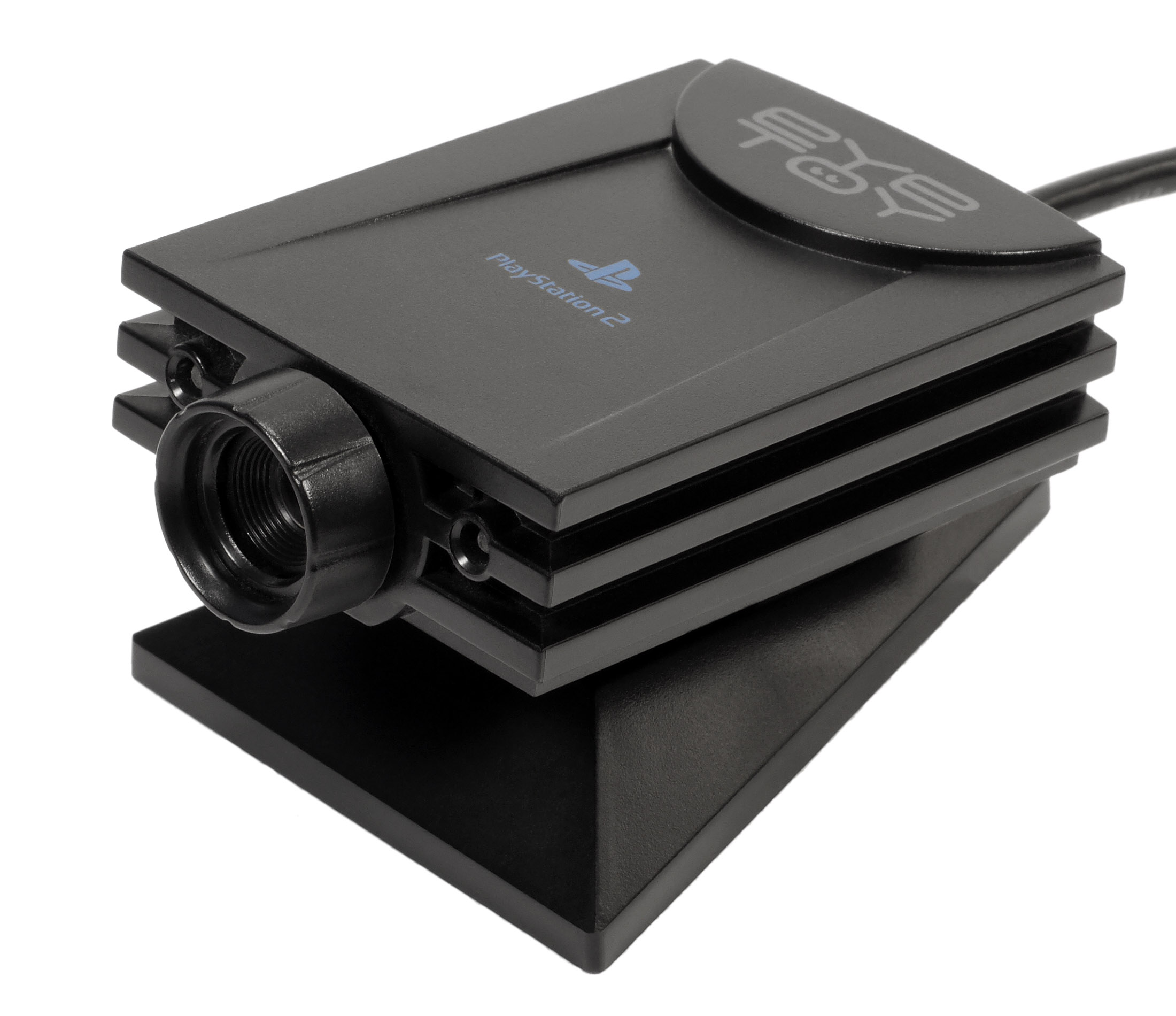
EyeToy-Kamera
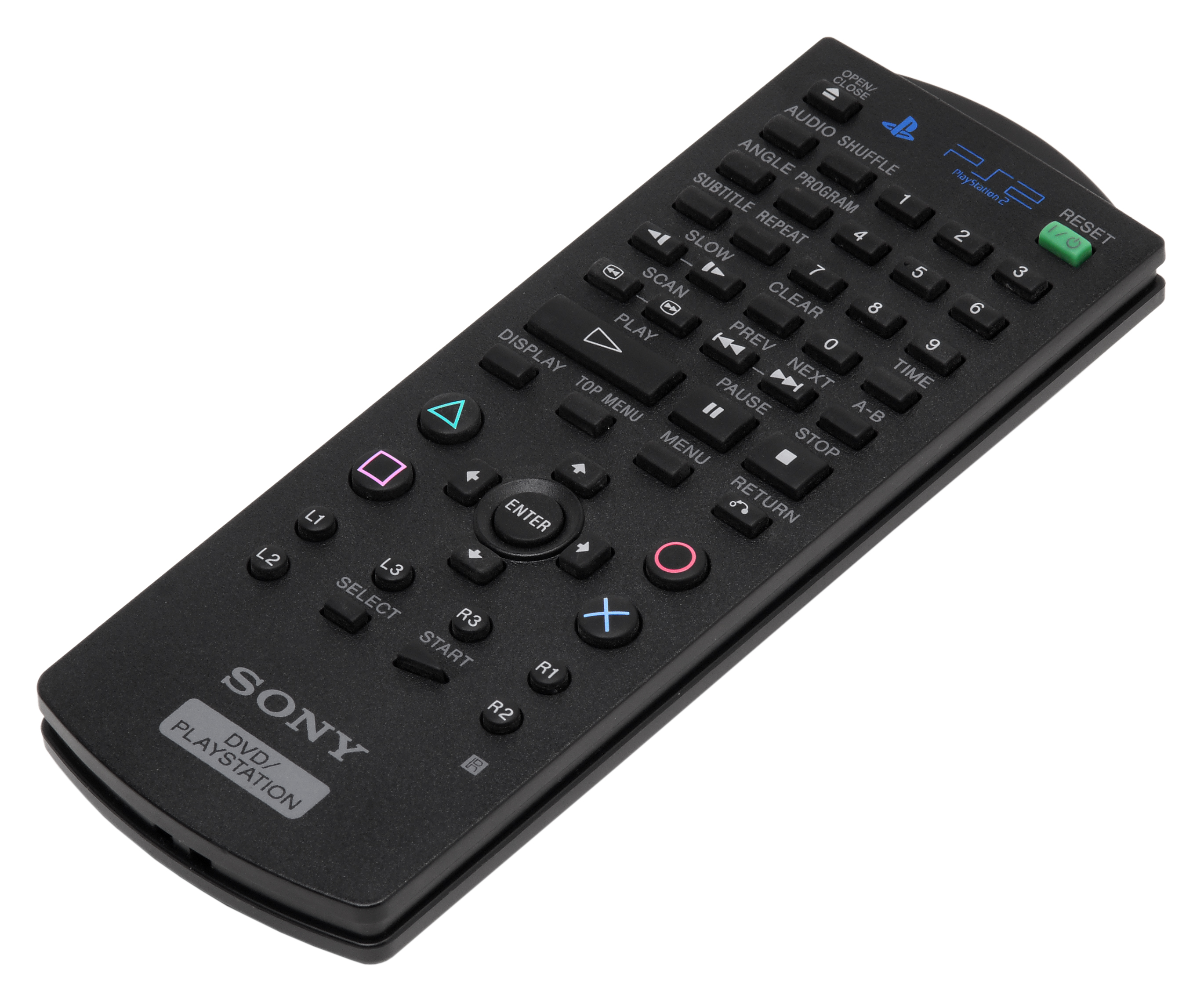
PS2 DVD-Fernbedienung
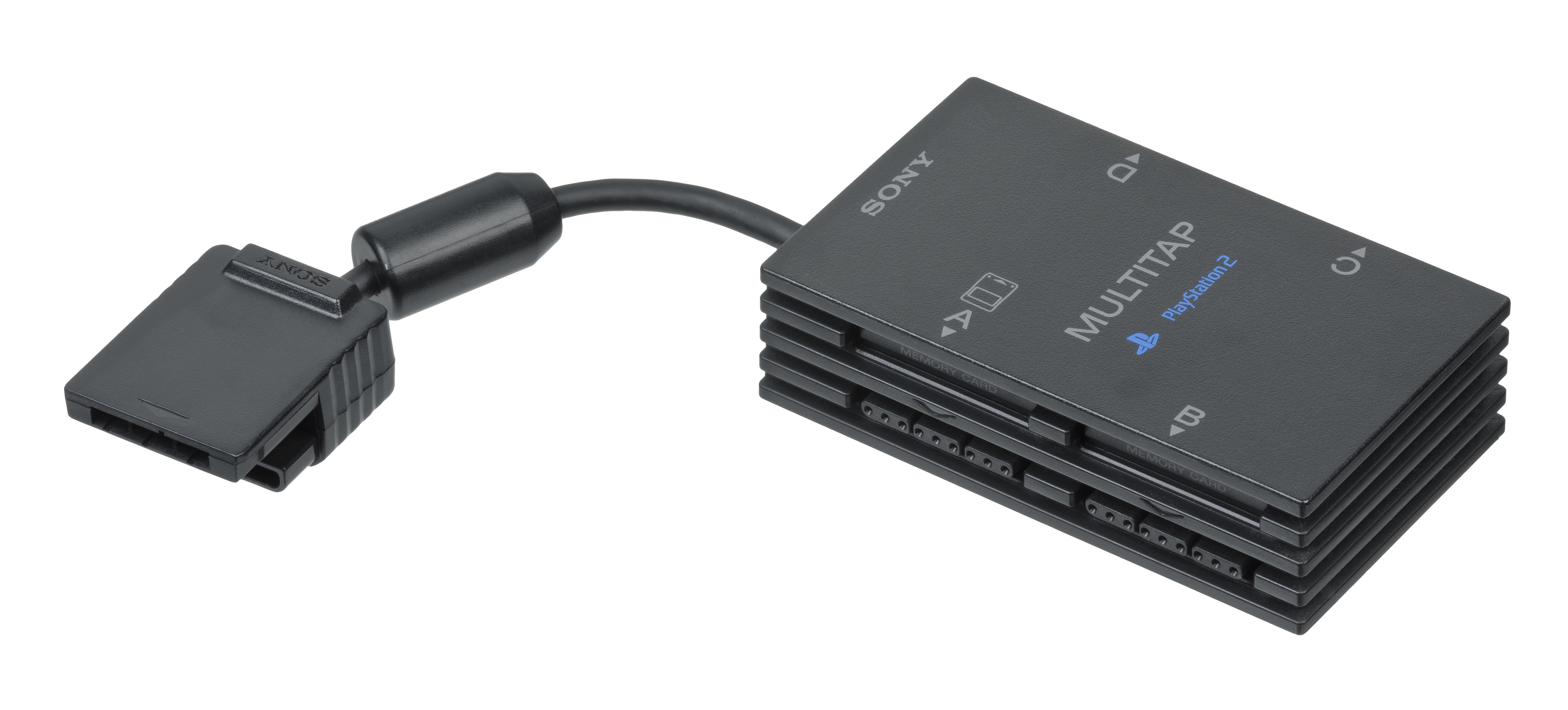
Multitap
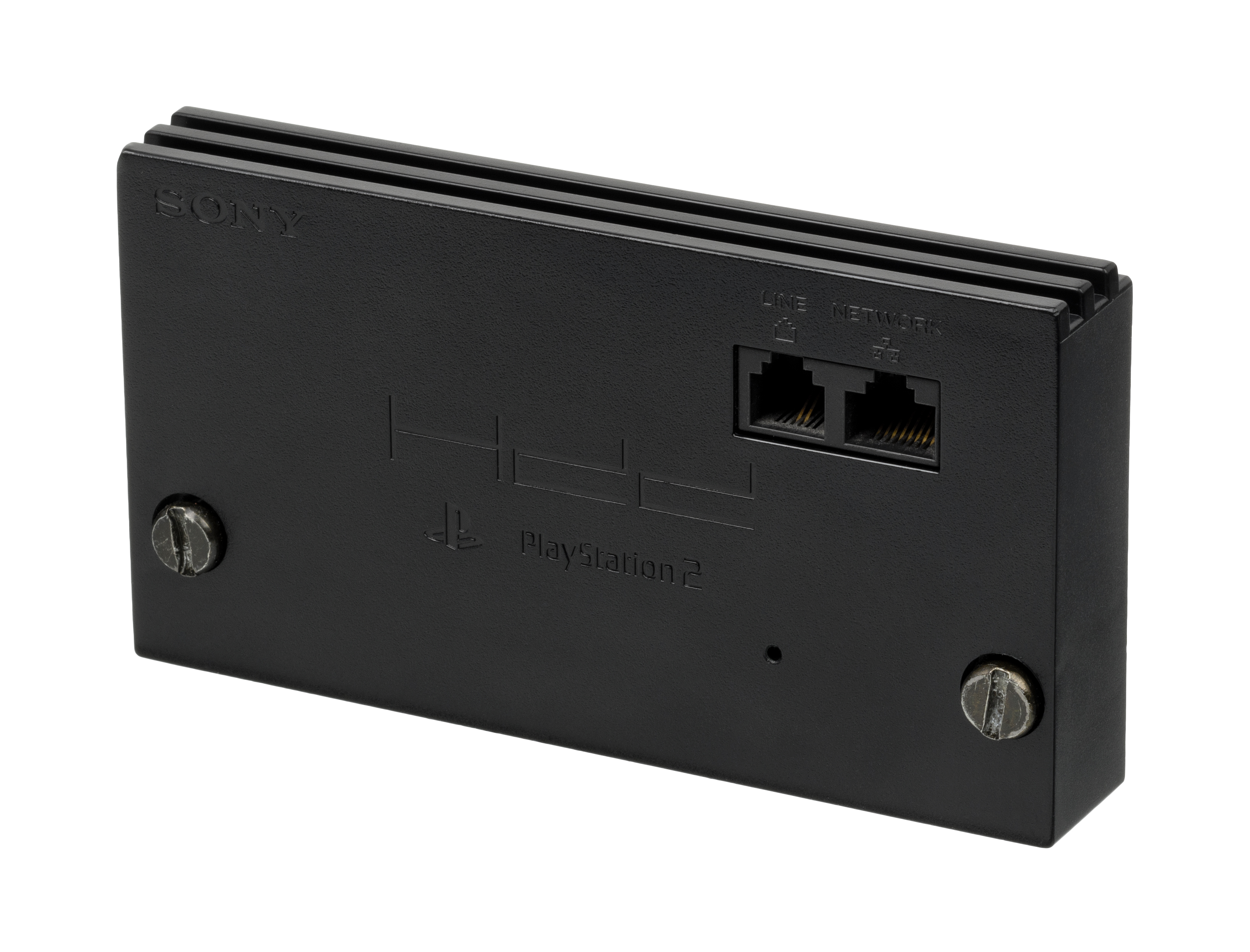
Netzwerkadapter

### Controller
- Dualshock 2
- Buzz!-Gameshow-Buzzer
- SingStar-Mikrofon-Set
- Guitar-Hero-Gitarre, -Schlagzeug und -Mikrofon
- DJ Hero (Turntable)
- Funkcontroller

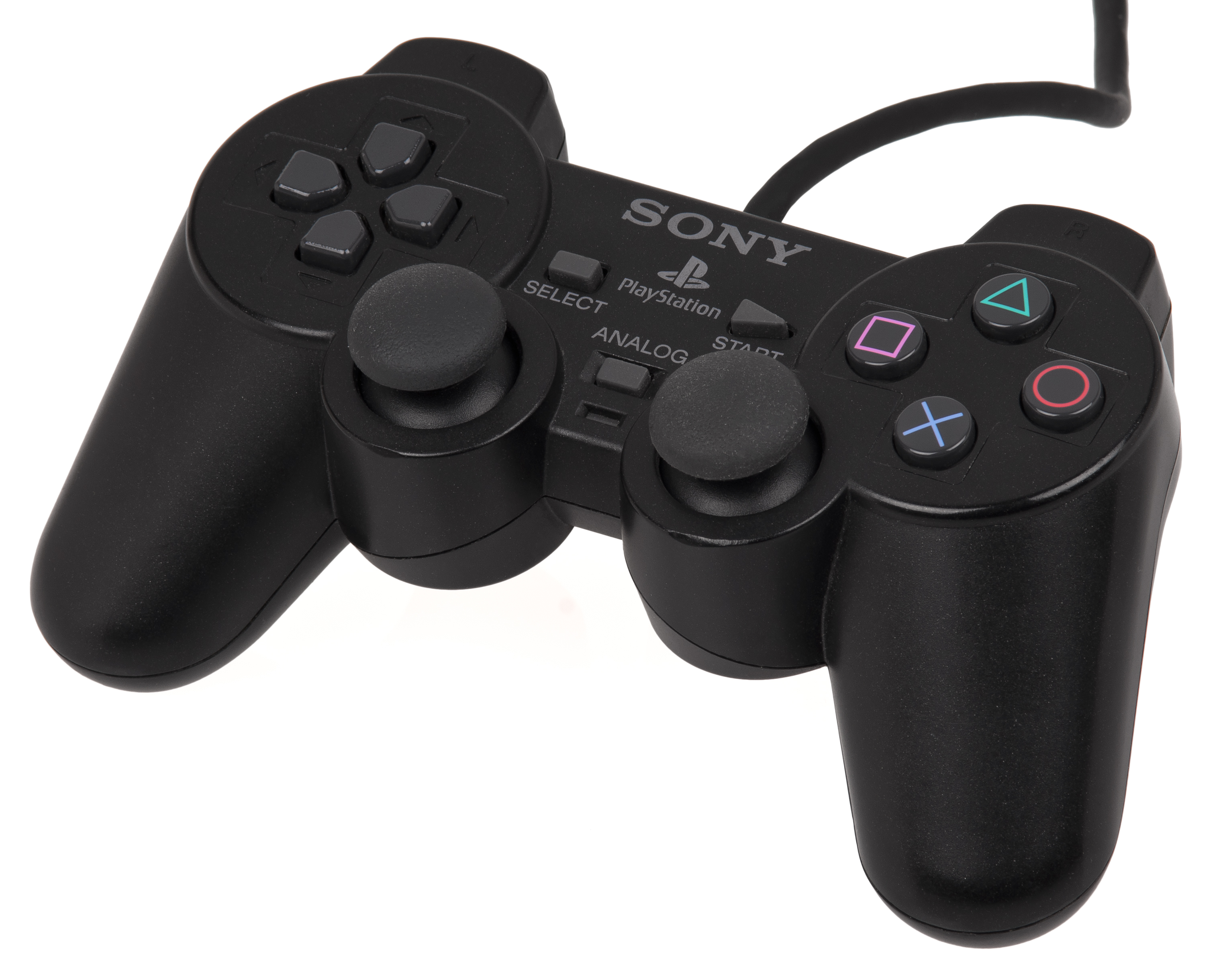
DualShock 2-Gamepad
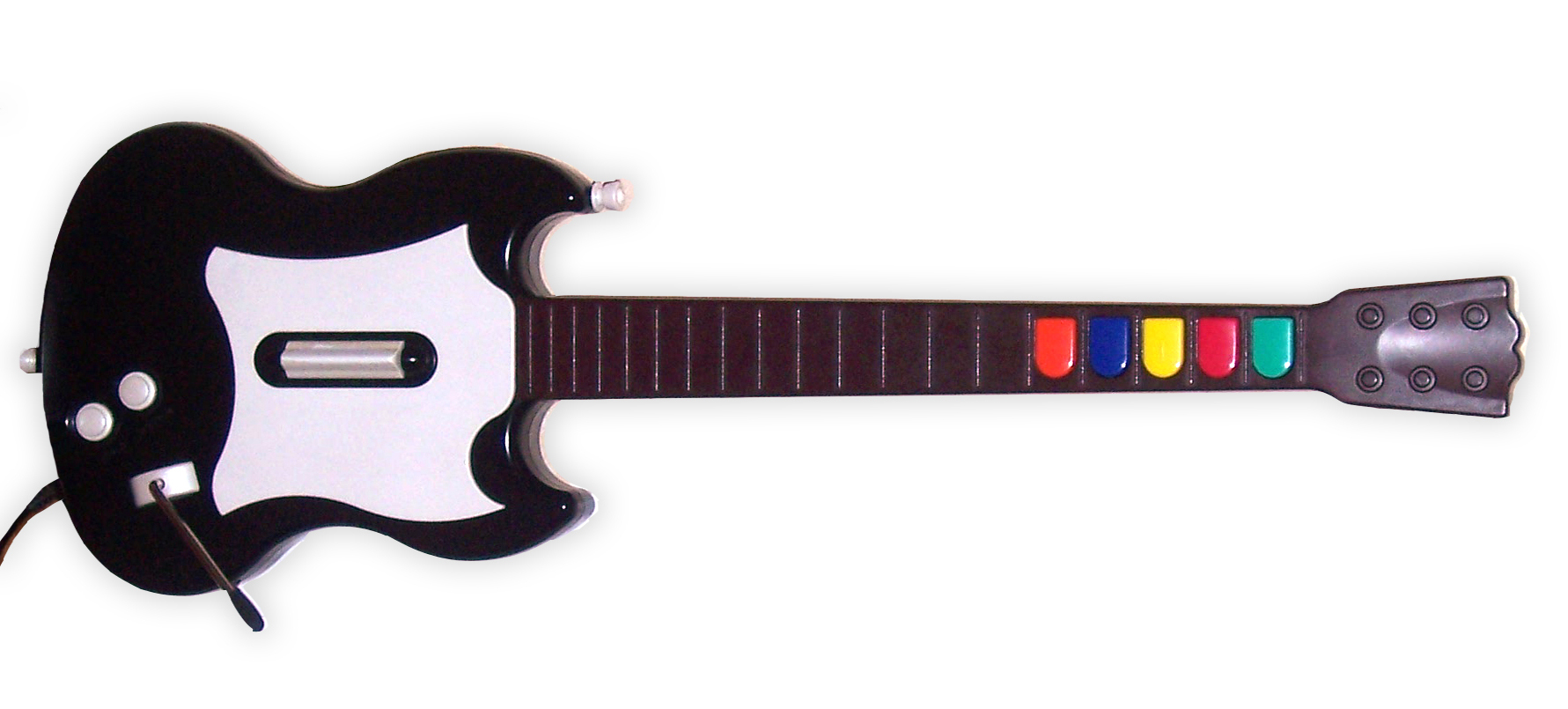
Guitar-Hero-Gitarre
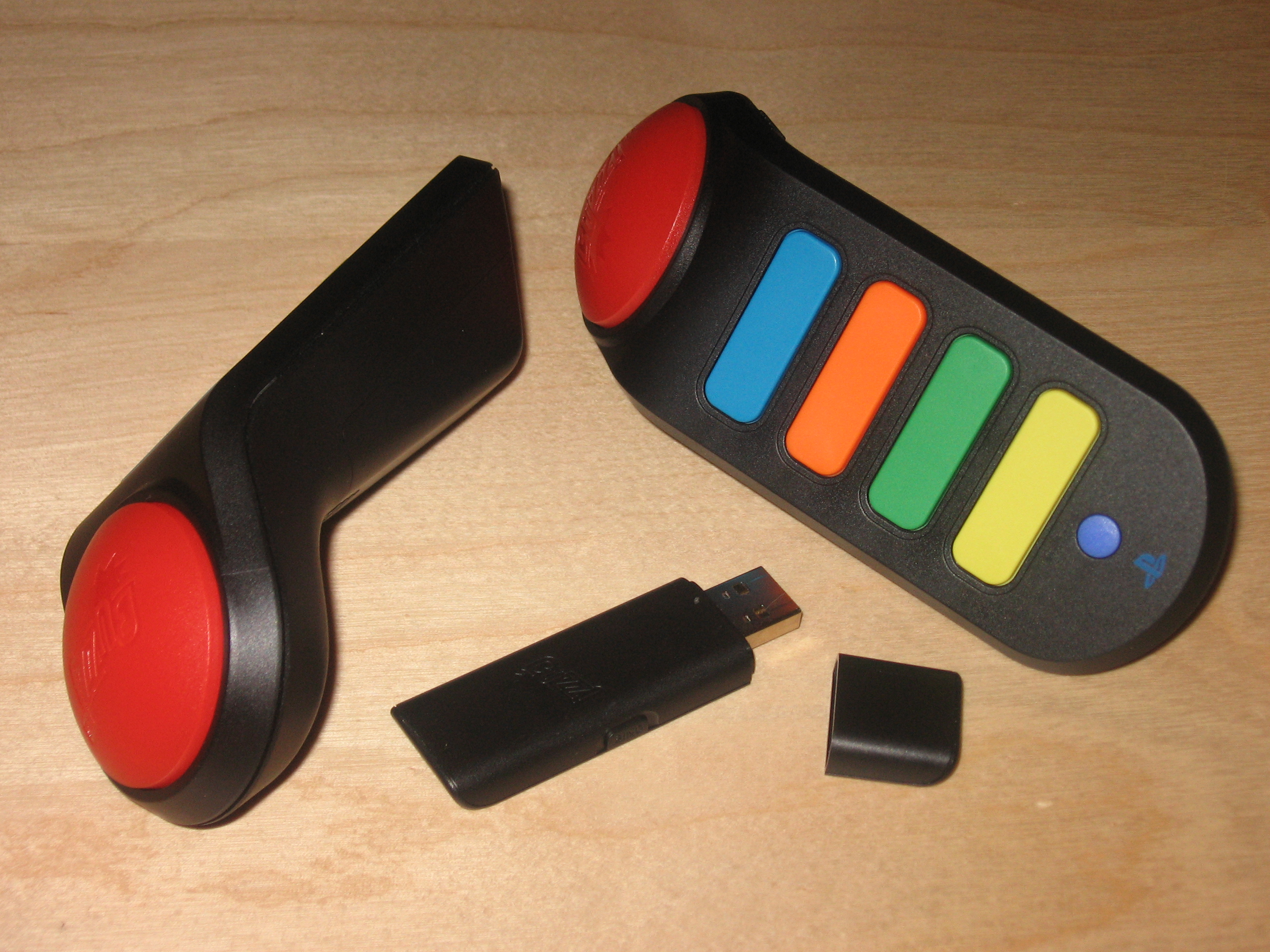
(kabellose) Buzz!-Buzzer
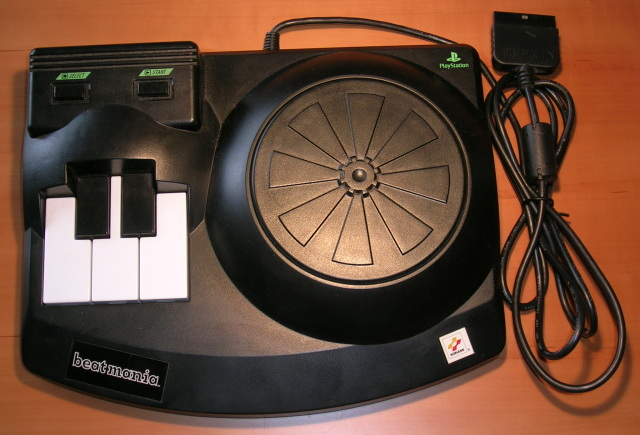
Beispiel eines Turntable Kontroller

### Kabel
- RGB-SCART-Kabel
- YPbPr-Kabel
- S-Video-Kabel

## PSX
Die PSX ist eine um zusätzliche Medienfunktionen erweiterte Version der PlayStation 2, die von der Sony Corporation am 13. Dezember 2003 ausschließlich in Japan veröffentlicht wurde. Neben den Spielefähigkeiten der PlayStation 2 besitzt sie eine integrierte Festplatte zur Aufnahme, Speicherung und Wiedergabe von Filmen und Musik. Auf der Festplatte gespeicherte Inhalte können zudem über das integrierte Laufwerk auf CD- oder DVD-ROM gespeichert werden. Die von der PlayStation Portable und PlayStation 3 bekannte XrossMediaBar wurde schon bei der PSX implementiert. Die Gerätebezeichnung leitet sich vom ursprünglichen Arbeitstitel und der inoffiziellen Kurzbezeichnung der ersten PlayStation (PlayStation eXperimental) ab. Die PSX verfügt über eine aktualisierbare Firmware. Die Updates wurden wahlweise über einen Online-Service oder über CD-ROMs, die bis zum 28. Februar 2014 bei Sony angefordert werden konnten, eingespielt.
Die PSX ist ein äußerst komplexes Gerät, was in einem sehr hohen Verkaufspreis resultierte. Nach einem starken Verkaufsstart – es wurden 100.000 Einheiten in der ersten Woche verkauft, wodurch die Konsole in dieser Zeit ausverkauft war – verkaufte sich das Gerät längere Zeit nur mäßig. Im September 2004 kam es schließlich zu einer Preissenkung, welche die Verkäufe für eine Weile wieder antrieb.

### Technische Spezifikationen
- CPU und GPU: 90 nm EmotionEngine + GraphicsSynthesizer
  - Die PSX verwendete bereits ab 2003, d. h. ab den DESR-5000 und DESR-7000 Modellen, den kombinierten EE+GS-Chip. In den regulären PS2-Konsolen wurde dieser erst ab den Slim-Konsolen verwendet, und auch in diesen Anfangs noch parallel zu Geräten mit getrennten Chips (je nach verbauter Mainboard-Revision).
  - Der kombinierte EE+GS-Chip ist laut Sony einer der ersten in Masse gefertigten Chips aus dem 90nm-Herstellungsverfahren, welches selbst bei den ersten Generationen von PlayStation 3, Xbox 360 und Wii noch zur Anwendung kam.[74] An dieser Angabe durch Sony gibt es jedoch Zweifel, wobei zwei verschiedene Reverse-Engineering-Dienstleister zu unterschiedlichen Ergebnissen kamen.[75]
  - Der RDRAM der PSX hat eine Kapazität von 72 MB (bestehend aus 2 Chips mit jeweils 36 MB[76]), im Gegensatz zu den lediglich 32 MB (bestehend aus 2 Chips mit jeweils 16 MB) der übrigen PS2-Konsolen. Tatsächlich hiervon benutzbar sind 64 MB.

Abmessungen (Höhe × Breite × Tiefe):
- 88 mm × 312 mm × 323 mm (DESR-x000 und DESR-x100)
- 95 mm × 312 mm × 323 mm (DESR-x500 und DESR-x700)

Die zusätzliche Bauhöhe der DESR-x500 und DESR-x700 Modelle resultiert aus mehreren Tochterplatinen (u. a. für zusätzliche Videoschnittstellen und FireWire-Unterstützung), die den DESR-x000 und DESR-x100 Modellen fehlen.

#### Schnittstellen
- 1× FireWire (nur DESR-7500 und DESR-7700)
- 1× USB-1.1
- 1× Fast Ethernet (100 base/TX)
- 1× Memory Stick
- 2× Memory Card (für PlayStation 2 Memory Cards)
- 2× Controlleranschlüsse (für DualShock 2 und DualShock 1)

- Antennen-/Satellitenschnittstellen
  - 1× 75 Ohm Antenneneingang (VHF/UHF), F-Buchse
  - 1× 75 Ohm Antennenausgang (VHF/UHF) (nur bei DESR-x500 und DESR-x700), F-Buchse
  - 1× BS-Eingang (nicht bei DESR-5500 und DESR-5700), F-Buchse
  - 1× BS-Ausgang (nur bei DESR-7500 und DESR-7700), F-Buchse

- Audio-/Videoeingänge
  - 1× Composite Video Eingang (2x bei DESR-x500 und DESR-x700), Cinch-Buchse
  - 1× S-Video Eingang (2x bei DESR-x500 und DESR-x700), Hosiden-Buchse
  - 1× Audio-Stereoeingang (2x bei DESR-x500 und DESR-x700), 2 Cinch-Buchsen

- Audio-/Videoausgänge
  - 1× Composite Video Ausgang, Cinch-Buchse
  - 1× S-Video Ausgang, Hosiden-Buchse
  - 1× D-Terminal Ausgang (YPbPr, unterstützt Typ D1, d. h. 480i, und D2, d. h. 480p)
  - 1× Audio Stereoausgang, 2 Cinch-Buchsen
  - 1× Digitaler optischer Audioausgang, TOSLINK-Buchse

#### Aufnahme- und Wiedergabemedien
Aufnahme: DVD-RW, DVD-R, DVD+RW (auf DESR-x000 erst mit Update 1.31), DVD+R (nur auf DESR-x500 und DESR-x700)
Wiedergabe: DVD-Video, DVD-R, DVD-RW, Musik-CD, CD-R (JPEG), Memory Stick, PlayStation-Spiele, PlayStation-2-Spiele

#### Aufnahmekapazität
| Aufnahmemodus | 160 GB-Modell | 250 GB-Modell | 4,7 GB DVD-R/RW |
| ------------- | ------------- | ------------- | --------------- |
| HQ            | 33 Stunden    | 53 Stunden    | 1 Stunde        |
| HSP           | 51 Stunden    | 81 Stunden    | 1–2 Stunden     |
| SP (standard) | 67 Stunden    | 107 Stunden   | 2 Stunden       |
| LP            | 103 Stunden   | 164 Stunden   | 3 Stunden       |
| EP            | 137 Stunden   | 217 Stunden   | 4 Stunden       |
| SLP           | 204 Stunden   | 325 Stunden   | 6 Stunden       |

### Modelle
Die Modellnummern sind nach folgendem Schema aufgebaut, welches dem anderer Playstation-Modelle ähnelt: Nach der Zeichenfolge „DESR-“ folgen 4 Ziffern, von denen die erste immer entweder 5 oder 7 lautet und zwischen dem 160GB-Modell (5) und dem 250GB-Modell (7) derselben Revision unterscheidet. Die zweite Ziffer unterscheidet zwischen den 4 Revisionen und lautet je nachdem 0, 1, 5 oder 7. Die letzten beiden Ziffern hätten wie bei anderen Playstation-Konsolen der Unterscheidung zwischen Regionalvarianten gedient. Da die PSX jedoch nur in Japan verkauft wurde, lauten sie immer 00.

#### Unterschiede nach Festplattenkapazität
Die 160GB (DESR-5x00) und 250GB (DESR-7x00) Modelle jeder Revision unterscheiden neben der Festplattenkapazität auch im Gehäusedesign. Das 160GB-Modell hat ein schlichtes weißes Gehäuse mit geprägtem PSX-Logo. Das 250GB-Modell hat ein höherwertig wirkendes Gehäuse mit farbig aufgedrucktem PSX-Logo und einem transparenten, schwarz hinterlegten Streifen am hinteren Gehäuserand, durch welchen die LEDs durchscheinen. In diesem transparenten Streifen der 250GB-Modelle ist außerdem ein blau beleuchteter LED-Streifen untergebracht, welcher je nach Geräteaktivität (wie etwa Ein- und Ausschalten) pulsiert, ähnlich dem Leuchtstreifen in PS4-Konsolen. Den 160GB-Modellen fehlt dieser. Ab den x500-Modellen unterscheiden sie sich außerdem darin, dass den 160GB-Modellen die Ein- und Ausgänge für die japanischen BS-Satelliten fehlen. Bei den beiden vorherigen Revisionen enthielten jeweils beide Varianten einen BS-Eingang, jedoch aufgrund des fehlenden internen Splitters keinen BS-Ausgang. Ab den x500-Modellen wurde ein FireWire- bzw. iLink-Anschluss verbaut, jedoch nur bei den 250GB-Modellen.

#### DESR-5000 und DESR-7000
Die ursprünglichen x000-Modelle erschienen im Dezember 2003 ausschließlich in Japan.

#### DESR-5100 und DESR-7100
Die x100-Modelle unterscheiden sich von den x000-Modellen nur in der ab Werk vorinstallierten Softwareversion (1.30) sowie in den Packungsbeigaben. So lagen ihnen 4 statt einem Antennenkabel sowie 2 Splitter bei, um das Antennensignal direkt zum Fernseher durchschleifen zu können. Ältere Konsolen der x000-Reihe sowie neuere Konsolen der x100-Reihe können auf dieselbe Softwareversion (1.31) aktualisiert werden.
Von dem 160 GB-Modell DESR-5100 erschien in limitierter Stückzahl eine Variante in silbernem Gehäuse, welche die Modellnummer DESR-5100S trägt. Ansonsten unterscheidet sie sich nicht von anderen DESR-5100 Konsolen.

#### DESR-5500 und DESR-7500
Die x500-Modelle stellen eine größere interne Hardwareüberarbeitung dar. Der interne Aufbau wurde verändert und es wird ein leicht veränderter Laufwerksmechanismus verwendet, welcher auch das Brennen von DVD+R Discs unterstützt. Außerdem sind die Splitter, welche bei den x100-Geräten getrennt beilagen – je einer für den VHF/UHF-Eingang und für den BS-Eingang (nur bei 250GB Modellen) – nun integriert. Das 250GB-Modell verfügt nun über einen FireWire- bzw. iLink-Anschluss, welcher intern mit einer zusätzlichen Tochterplatine realisiert wurde. Dem 160GB-Modell fehlt dieser. Sowohl das 160GB-Modell als auch das 250GB-Modell verfügen nun unter dem Laufwerksschacht über einen je nach Geräteaktivität pulsierenden Leuchtstreifen, welcher zuvor nur im transparent-schwarzen Streifen am hinteren Gehäuserand der 250GB-Modelle zu finden war. Die 250GB-Geräte besitzen nach wie vor den Leuchtstreifen am hinteren Gehäuserand – zusätzlich zu dem unter dem Laufwerksschacht.
Die Systemsoftware ist mit der vorheriger Modelle inkompatibel. Daher erhielten die x500-Modelle zusammen mit den x700-Modellen eigenständige Updates, welche mit 2.xx nummeriert sind. Die neue Systemsoftware wurde um mehrere Features in der Musikwiedergabe wie auch im Bildbetrachter ergänzt. Außerdem kann man nun Fernsehprogramme anhand von Schlüsselwörtern automatisch aufzeichnen lassen. Diese Features stehen auf den älteren Konsolen nicht zur Verfügung.

#### DESR-5700 und DESR-7700
Zuletzt erschienen die x700-Modelle, welche sich von den x500-Modellen nur darin unterscheiden, dass sie Videos mithilfe der vorinstallierten Systemsoftware der Version 2.10 in einem PSP-kompatiblen Format auf einen Memory Stick exportieren können. Dieses Feature steht nach einem Update auf die letzte verfügbare Version – 2.11 – auch auf den x500-Modellen zur Verfügung. Die x700-Modelle verwenden dieselbe Systemsoftware wie die x500-Modelle.

#### Modellübersicht
| Modell Nr. | Leistungs- aufnahme | Gewicht | Gehäuse          | Gehäuse        | Festplatte | FireWire | VHF/UHF | VHF/UHF | BS nur analog | BS nur analog | Memory Stick Videoexport | Brennbare Disc-Formate                                             | Softwareversion ab Werk | Aktuelle Softwareversion | Release- preis | Veröffentlichung  |
| Modell Nr. | Leistungs- aufnahme | Gewicht | Farbe            | Leuchtstreifen | Festplatte | FireWire | In      | Out     | In            | Out           | Memory Stick Videoexport | Brennbare Disc-Formate                                             | Softwareversion ab Werk | Aktuelle Softwareversion | Release- preis | Veröffentlichung  |
| ---------- | ------------------- | ------- | ---------------- | -------------- | ---------- | -------- | ------- | ------- | ------------- | ------------- | ------------------------ | ------------------------------------------------------------------ | ----------------------- | ------------------------ | -------------- | ----------------- |
| DESR-5000  | 80 W                | 5,7 kg  | weiß             | –              | 160 GB     | nein     | ja      | nein    | ja            | nein          | nein                     | DVD-RW, DVD-R, DVD+RW (DVD+RW nur nach Update auf 1.20 oder neuer) | 1.06                    | 1.31                     | 79.800 ¥       | 13. Dezember 2003 |
| DESR-7000  | 80 W                | 5,8 kg  | weiß/transparent | hinten         | 250 GB     | nein     | ja      | nein    | ja            | nein          | nein                     | DVD-RW, DVD-R, DVD+RW (DVD+RW nur nach Update auf 1.20 oder neuer) | 1.06                    | 1.31                     | 99.800 ¥       | 13. Dezember 2003 |
| DESR-5100  | 80 W                | 5,7 kg  | weiß             | –              | 160 GB     | nein     | ja      | nein    | ja            | nein          | nein                     | DVD-RW, DVD-R, DVD+RW                                              | 1.30                    | 1.31                     | 74.000 ¥       | 1. Juli 2004      |
| DESR-5100S | 80 W                | 5,7 kg  | silber           | –              | 160 GB     | nein     | ja      | nein    | ja            | nein          | nein                     | DVD-RW, DVD-R, DVD+RW                                              | 1.30                    | 1.31                     | –              | 1. Juli 2004      |
| DESR-7100  | 80 W                | 5,8 kg  | weiß/transparent | hinten         | 250 GB     | nein     | ja      | nein    | ja            | nein          | nein                     | DVD-RW, DVD-R, DVD+RW                                              | 1.30                    | 1.31                     | 95.000 ¥       | 1. Juli 2004      |
| DESR-5500  | 70 W                | 6,2 kg  | weiß             | vorne          | 160 GB     | nein     | ja      | ja      | nein          | nein          | Ja (Nach Update 2.11)    | DVD-RW, DVD-R, DVD+RW, DVD+R                                       | 2.06                    | 2.11                     | 44.800 ¥       | Dezember 2004     |
| DESR-7500  | 84 W                | 6,5 kg  | weiß/transparent | vorne, hinten  | 250 GB     | ja       | ja      | ja      | ja            | ja            | Ja (Nach Update 2.11)    | DVD-RW, DVD-R, DVD+RW, DVD+R                                       | 2.06                    | 2.11                     | 59.800 ¥       | Dezember 2004     |
| DESR-5700  | 70 W                | 6,2 kg  | weiß             | vorne          | 160 GB     | nein     | ja      | ja      | nein          | nein          | ja                       | DVD-RW, DVD-R, DVD+RW, DVD+R                                       | 2.10                    | 2.11                     | 60.000 ¥       | April 2005        |
| DESR-7700  | 84 W                | 6,5 kg  | weiß/transparent | vorne, hinten  | 250 GB     | ja       | ja      | ja      | ja            | ja            | ja                       | DVD-RW, DVD-R, DVD+RW, DVD+R                                       | 2.10                    | 2.11                     | 80.000 ¥       | April 2005        |